# Dun-le-Palestel
Dun-le-Palestel ist eine Gemeinde im Zentralmassiv in Frankreich. Sie ist der Hauptort (Chef-lieu) des gleichnamigen Kantons in der Region Nouvelle-Aquitaine, im Département Creuse und im Arrondissement Guéret. Sie grenzt im Norden an Maison-Feyne, im Nordosten an Villard, im Südosten an Saint-Sulpice-le-Dunois, im Süden an Naillat, im Südwesten an Colondannes und im Nordwesten an Sagnat.
Die vormaligen Routes nationales 713 und 151bis führen über Dun-le-Palestel.

## Bevölkerungsentwicklung
| Jahr      | 1962 | 1968 | 1975 | 1982 | 1990 | 1999 | 2008 | 2013 |
| --------- | ---- | ---- | ---- | ---- | ---- | ---- | ---- | ---- |
| Einwohner | 1201 | 1260 | 1330 | 1293 | 1203 | 1106 | 1160 | 1144 |

## Sehenswürdigkeiten

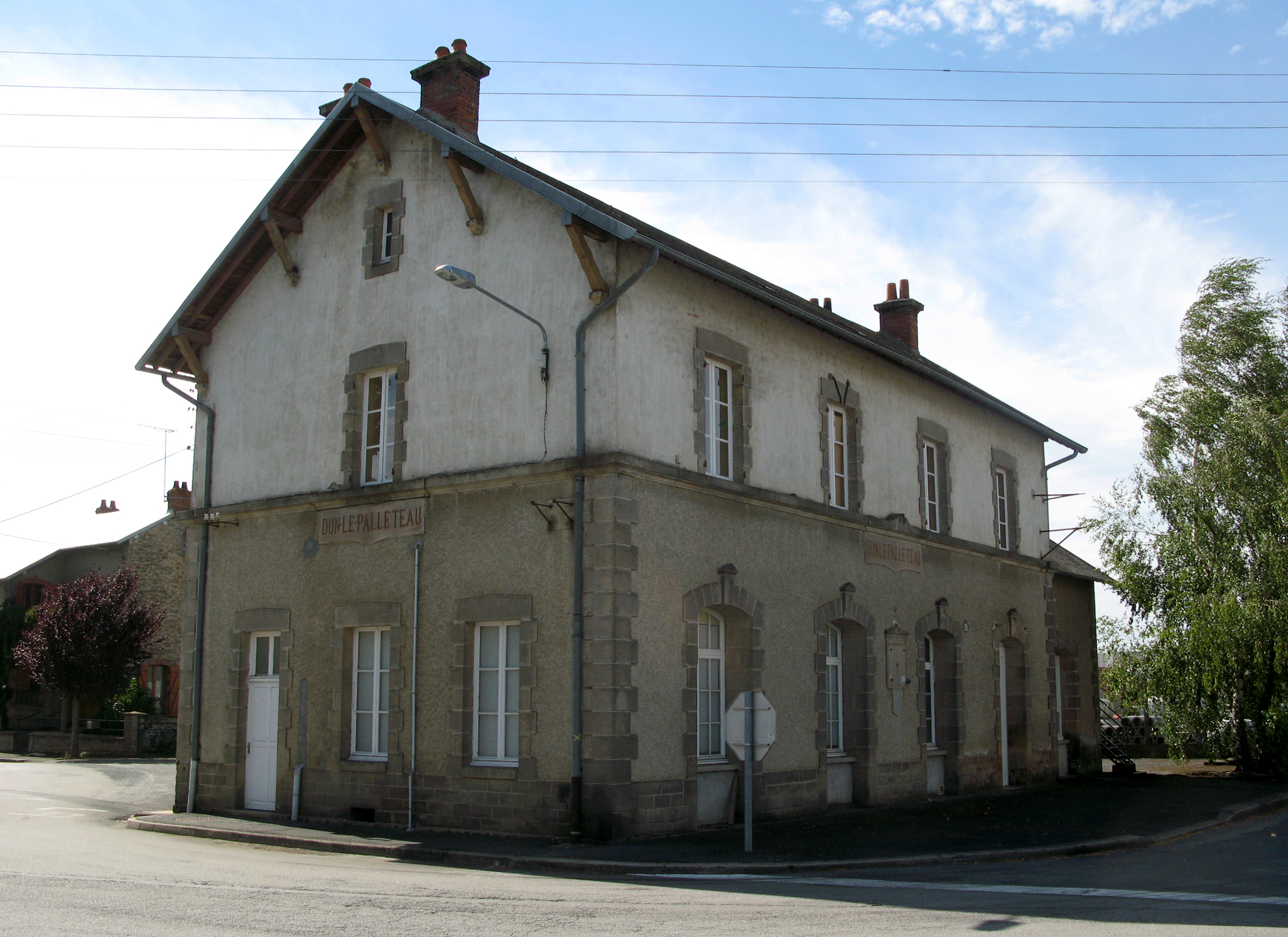
Ehemaliger Bahnhof

- Dolmen de la Pierre Euberte Monument historique
- Kirche der Himmelfahrt der Allerheiligsten Jungfrau (Église de l’Assomption-de-la-Très-Sainte-Vierge)
- Portal einer vormaligen Kirche, Monument historique
- Ehemaliges Bahnhofsgebäude
- Schloss von Dun-le-Palestel mit einer Poststelle